# 月刊IKKI
『月刊IKKI』（げっかんイッキ）は、2003年から2014年まで小学館から発行されていた月刊漫画雑誌。毎月25日発売。

## 概要
創刊は2003年2月25日。2000年11月30日より『ビッグコミックスピリッツ』（小学館）の増刊号として隔月で発行された『スピリッツ増刊IKKI』が前身であり、そのリニューアル新創刊という形で月刊化された。創刊時からのキャッチコピーは「コミックは未だ黎明期である」。編集長は江上英樹。
『スピリッツ』の増刊が元となっているため、執筆陣の一部が共通した。また、小野塚カホリやジョージ朝倉など、女性誌で活動する漫画家の起用も多かった。新人賞「イキマン」を実施しており、2ヶ月に1度、応募作の中から優秀なものを必ず1作品以上掲載していた。マニア好みの漫画が多く「小学館のアフタヌーン」「小学館のガロ」とも呼ばれている。
装丁は、他の小学館での漫画雑誌を担当しているベイブリッジ・スタジオではなく、雑誌ロゴを含めたほとんど全てを祖父江慎率いるコズフィッシュが行っている。コズフィッシュはその他にも、単行本「IKKI COMIX」の装丁、雑誌名考案など、雑誌と非常に深い関わりを持っていた。
また、いわゆるアイドルグラビアの掲載はないが（初期にはヘアヌードグラビアが存在）、丸田祥三による「廃墟と少女」をテーマとしたものなど、漫画雑誌としては珍しい一風変わったグラビアページの連載があった。その他にも、『鉄子の旅』『阿房列車』『月館の殺人』など鉄道ネタの漫画は、江上の趣味の反映である。
小部数のため赤字だったが、2007年より単行本の売り上げ増加やメディアミックス効果などで黒字になった。
2013年1月より、同誌の公式サイト「イキパラ」において「WEBイキパラCOMIC」を開設、WEB版として描き下ろされた連載作品を掲載した。
2014年7月、9月25日発売の同年11月号をもって休刊することが発表された。連載中の掲載作品に関する以後の動向については、同年9月号にて発表された。一部の作品は2015年初頭に創刊予定の新雑誌にて連載を再開されると告知されている。この新雑誌『ヒバナ』は、『ビッグコミックスピリッツ』の増刊として2015年3月6日に発刊された。

## 休刊時の主な連載作品
※ 2014年11月号 現在
- IKKIと私（青野春秋）
- 鬼さん、どちら（有永イネ）
- 火事場のバカIQ（榎本俊二）
- 金魚屋古書店（芳崎せいむ）
- くま夫婦（中央ヤンボル）
- Golondrina ゴロンドリーナ（えすとえむ）
- Sunny（松本大洋） → 『月刊!スピリッツ』へ移籍
- JUNKIN' GAP CLASH（小林じんこ）
- すみれファンファーレ（松島直子）
- スラップスティック（青野春秋） → 『ヒバナ』へ移籍
- SONGBOOK（ノッツ）
- ドロヘドロ（林田球） → 『ヒバナ』へ移籍
- ネッコロ（中川いさみ） → 『月刊!スピリッツ』、『週刊少年サンデーS』、『ぷっちぐみ』へ移籍
- のうけん（長田亜弓）
- 薄花少女（三浦靖冬） → 『月刊サンデーGX』へ移籍
- BABEL（重松成美）
- period（吉野朔実）
- ふたがしら（オノ・ナツメ） → 『ヒバナ』へ移籍
- 放課後のカリスマ（スエカネクミコ）
- Levius -レビウス-（中田春彌） → 『ウルトラジャンプ』（集英社）へ移籍
- ロッタレイン（松本剛） → 『ヒバナ』へ移籍

### 「WEBイキパラCOMIC」にて連載
- カタワレノワレワレ（ノッツ）
- 今日を歩く（いがらしみきお）
- こっちみて!ヨリちゃん（中村みも）
- 子連れ同心（オノ・ナツメ）
- 三人娘は笑うて暮らす（朝陽昇）
- 団地魔女（派手な看護婦）
- Pandemonium -魔術師の村-（柴本翔）※英語版も同時連載
- ふみちゃんの給食袋（はらかずお）
- ヘ/ン/シ/ン（ケン・ニイムラ）
- ノストラダムス・ラブ（冬川智子）
- マキーナ（ムライ）

### 単行本書き下ろし継続予定作品
- 阿房列車（漫画：一條裕子、原作：内田百閒）
- ディエンビエンフー （西島大介）
- WOMBS（白井弓子）

## 過去の主な連載作品
- I【アイ】（いがらしみきお）
- あいらぶ日和（アキタコウ）
- 愛い奴（小野塚カホリ）
- アカシヤの星（たくまる圭）
- 安住の地（山本直樹） ※増刊時代
- エンゼルマーク（松永豊和） ※増刊時代
- 乙女ウイルス（鈴菌カリオ）
- 俺はまだ本気出してないだけ（青野春秋）
- 富士山（さそうあきら） ※増刊時代
- ガギグゲキッコ（土屋雄民）
- カメオドール（田村てまり）
- ガンズ&ブレイズ（滝沢聖峰） ※増刊時代
- 羣青（中村珍）
- 答えは3つ（とんだばやし）
- 小町風伝（小野塚カホリ）
- さらい屋 五葉（オノ・ナツメ）
- SARU（五十嵐大介）
- 海獣の子供（五十嵐大介）
- 土星マンション（岩岡ヒサエ）
- 花ボーロ（岩岡ヒサエ）
- さるマン2.0（相原コージ・竹熊健太郎）※作者の希望により打ち切り
- G戦場ヘヴンズドア（日本橋ヨヲコ）
- SHIMI 〜凍み〜（小野塚カホリ） ※増刊時代
- Sillyなコダマ!!（鈴菌カリオ）
- シャンハイチャーリー（ビブオ）
- 人類は衰退しました（漫画：根雪れい、原案：田中ロミオ、キャラクター原案：山﨑透）※隔月連載の予定であったが、作者の体調不良が原因で第1話掲載後に無期限休載宣言を経て打ち切り
- 人類は衰退しました のんびりした報告（見富拓哉／原案：田中ロミオ、キャラクター原案：戸部淑）
- SWWEEET（青山景）
- スキマスキ（宇仁田ゆみ）
- 青春♂ソバット（黒娜さかき）
- セクシーボイスアンドロボ（黒田硫黄） ※増刊時代
- セックスなんか興味ない（きづきあきら+サトウナンキ）
- ダーリンは55歳（山崎紗也夏）
- 高梨さん（太田基之）
- ちょこらん（にしがきひろゆき）
- 月館の殺人（漫画：佐々木倫子、原作：綾辻行人）
- 鉄子の旅（漫画：菊池直恵、協力：横見浩彦）
- 新・鉄子の旅（ほあしかのこ）
- 東京フローチャート（見ル野栄司）
- ストラト!（中川いさみ）
- ナツノクモ（篠房六郎）
- ナンバーファイブ 吾（松本大洋）
- ニッケルオデオン（道満晴明）
- ねこやり-Salty Cat-（黒娜さかき）
- のらみみ（原一雄）
- 破戒 〜ユリ・ゲラーさん、あなたの顔はいいかげん忘れてしまいました〜（作画：山本直樹、原作：松尾スズキ）
- 花咲さんの就活日記（小野田真央）
- パン★テラ（ゴツボ×リュウジ）
- 必要とされなかった話（三友恒平）
- フライングガール（笠辺哲）
- ブランコ（ウィスット・ポンニミット）
- フリージア（松本次郎）
- フルーツ（木葉功一）
- 平凡ポンチ（ジョージ朝倉）
- ぼくはツアコン（とんだばやしロンゲ）
- ボブとゆかいな仲間たち2009（パンチョ近藤）
- ぼくらの（鬼頭莫宏）
- ボツマン宣言（いとうせいこう）
- 魔Qケン乙（喜国雅彦）
- 魔女（五十嵐大介）
- まひるの海（比古地朔弥） ※増刊時代
- まほおつかいミミッチ（松田洋子）
- 漫画家超残酷物語（唐沢なをき）
- めくるたび（写真：丸田祥三）
- 夜回り先生（漫画：土田世紀、原作：水谷修）
- よるくも（漆原ミチ）
- RIDEBACK（カサハラテツロー）
- 螺旋のドギー（北田おか）
- リアルワールド（作画：イシデ電、原作：桐野夏生）
- 龍宮殿（松永豊和）
- ワイルドマウンテン（本秀康）
- わたしの宇宙（野田彩子）

## 映像化

### アニメ化
| 作品          | 放送年                 | アニメーション制作         | 備考 |
| ------------- | ---------------------- | -------------------------- | ---- |
| ぼくらの      | 2007年                 | GONZO                      |      |
| 鉄子の旅      | 2007年                 | グループ・タック           |      |
| のらみみ      | 2008年（第1期・第2期） | トムス・エンタテインメント |      |
| RIDEBACK      | 2009年                 | マッドハウス               |      |
| さらい屋 五葉 | 2010年                 | マングローブ               |      |

| 作品       | 公開年 | アニメーション制作 | 備考 |
| ---------- | ------ | ------------------ | ---- |
| 海獣の子供 | 2019年 | STUDIO 4℃          |      |

掲載誌を移籍後にテレビアニメ化した作品だとドロヘドロもある。

### 実写化
| 作品                     | 放送年 | 制作                                       | 備考 |
| ------------------------ | ------ | ------------------------------------------ | ---- |
| セクシーボイスアンドロボ | 2007年 | トータルメディアコミュニケーション（協力） |      |
| 高梨さん                 | 2013年 | NHKエンタープライズ                        |      |

| 作品                       | 放送年 | 配給         | 備考                           |
| -------------------------- | ------ | ------------ | ------------------------------ |
| フリージア                 | 2007年 | シネカノン   | PG-12指定                      |
| 平凡ポンチ                 | 2008年 | エスピーオー |                                |
| 俺はまだ本気出してないだけ | 2013年 | 松竹         |                                |
| 羣青                       | 2021年 | 松竹         | WEB配信映画 タイトルは「彼女」 |

掲載誌を移籍後にテレビドラマ化した作品だとふたがしらもある。

## 歴代編集長
- 2003年4月（創刊号）- 江上英樹

## 発行部数
- 2004年（2003年9月 - 2004年8月） 33,916部[6]
- 2005年（2004年9月 - 2005年8月） 29,000部[6]
- 2006年（2005年9月 - 2006年8月） 18,584部[6]
- 2007年（2006年9月 - 2007年8月） 16,000部[6]
- 2008年（2007年10月 - 2008年9月） 14,917部[6]

|        | 1〜3月    | 4〜6月    | 7〜9月    | 10〜12月  |
| ------ | --------- | --------- | --------- | --------- |
| 2008年 |           | 15,000 部 | 14,667 部 | 14,000 部 |
| 2009年 | 14,000 部 | 14,000 部 | 13,000 部 | 12,334 部 |
| 2010年 | 11,667 部 | 11,000 部 | 11,000 部 | 11,000 部 |
| 2011年 | 11,000 部 | 11,000 部 | 11,000 部 | 11,000 部 |
| 2012年 | 11,000 部 | 10,334 部 | 10,000 部 | 10,000 部 |
| 2013年 | 10,000 部 | 10,000 部 | 10,000 部 | 10,000 部 |
| 2014年 | 10,000 部 | 10,000 部 | 7,334 部  | （休刊）  |

## 逸話
- 初期には、ボツになったにもかかわらず、なぜか魅力ある投稿作品をあえて掲載するというコーナー「ボツマン宣言」があった。
- 創刊時は、『ビッグコミック』や『週刊ヤングサンデー』など小学館発行の青年誌以外に、『月刊コロコロコミック』にも創刊号の予告が掲載された（他誌の予告と異なり漫画形式で編集長の江上も登場した）。
- 2008年11月号に『週刊ヤングサンデー』の休刊に伴い、「魔Qケン」（作：喜国雅彦）が「魔Qケン乙」に改名し同誌から移籍した（大半は『ビッグコミックスピリッツ』か増刊号『YSスペシャル』に移籍したため、『IKKI』への移籍はこの作品のみ）。「魔Qケン」を始めとした喜国作品は装丁がコズフィッシュであり、雑誌との親和性が高いためである。

## IKKI COMIX
IKKI COMIXは月刊IKKIで連載された作品を刊行する漫画レーベル。2001年刊行。